# Битка код Бикоке
Битка код Бикоке (енгл. Battle of Bicocca) била је одлучујућа шпанска победа над француском војском у италијанским ратовима.

## Битка
Код замка Бикока у Ломбардији, северно од Милана, судариле су се 27. априла 1522. француска и бројно знатно слабија шпанска војска. У саставу француске војске маршала Лотрека, који је располагао са 32.000 људи, 15.000 Швајцараца прешло је у збијеним редовима у јуриш на 19.000 Шпанаца и ландскнехта, који су под командом италијанског кондотијера Проспера Колоне заузели код Бикоке јак положај. Швајцарци су сломљени неочекиваном ватром артиљерије и пешадије наоружане аркебузама, па разбијени противударом. 

## Последице
Швајцарци су имали око 3.000  погинулих. До тог времена било је мало битака у којима се ватрена моћ аркебуза и артиљерије тако јасно испољила. Био је то први пораз швајцарске пешадије (копљаника), која је битку решавала јуришем копљаника постројених у пуну кару, после двовековних победа. После ове битке, европске пешадијске јединице убрзано се наоружавају ручним ватреним оружјем - аркебузама (од 1/3 до 1/2 бораца у пешадији), док копљаници уместо офанзивне преузимају дефанзивну улогу.